# Balassa Benő
Balassa Benő (Adásztevel, 1919. október 18. – Csopak, 2008.) tanár, iskolaigazgató, helytörténész.
Kutatási területe: helytörténet, neveléstörténet.

## Ifjúkora
Adásztevelen született Balassa Lajos földműves és Zeles Lídia házasságából. Felesége Győrffy Rózsa a csopaki születésű Győrffy Lajos református lelkész lánya volt. Lajos nevű fiuk szintén pedagógus, a csopaki Általános Iskola tanára.
Tanulmányait 1939-ben a pápai Tanítóképzőben, majd 1955-ben az Apáczai Csere János Pedagógiai Főiskolán Budapesten végezte.

## Munkahelyei
- 1939-1940-ben helyettes tanító Csögle, Barabásszeg, Nemesvámos községekben.
- 1940-1948 között kántortanító, majd 1948 és 1951 között igazgató Nemesvámoson.
- 1951-1967–ig igazgató Öskün, majd 1967-től 1979-ig igazgató Csopakon.

1944-1945-ben frontszolgálaton volt Ukrajnában.

## Művei (válogatás)
- 700-éves Csopak. Helytörténeti monográfia (Társszerző) 1977.
- A küzdelmes szép XIX. század. (Társszerző) Veszprém, 1995.
- A Veszprémi Református Egyházmegye népoktatásának története a 19. században. Veszprém, 1997.
- Pápai pedagógus lexikon. (Társszerző.) Pápa, 1997.
- Csopak története. (Társszerző.) Veszprém, 1997.
- A Kövesd-Csopak-Paloznak Egyesült Református Egyház népiskolájának története a XIX. században. Csopak, 2006.

Ezen kívül számtalan kézirat, cikkek, vitairatok, tudósítások, szakmai levelezések találhatók : A Köznevelésben, a Tanítóban, a Veszprém Megyei Pedagógiai Körképben, a Neveléstörténeti Füzetekben, az Audio-vizuális Közleményekben, a tapolcai Megyei Pedagógiai Múzeumban, a Veszprém megyei kortárs életrajzi lexikonban. (Veszprém, 2001.)

## Társadalmi és közéleti tevékenységei
- A Nemzeti Bizottság elnöke 1945-48-ban Nemesvámoson.
- 1978 és 1990 között a Csopak-Paloznaki Horgász Egyesület elnöke.
- 1989-1990-ben a FKGP elnöke Csopakon.
- 1996-tól a csopaki református egyház presbitere.

## Kitüntetései
- Oktatásügy Kiváló Dolgozója (1972)
- Pedagógus Szolgálati Emlékérem[1] (1979)
- Gyémánt Diploma (1999)
- Csopak Község Díszpolgára (1997)